# André de Victor

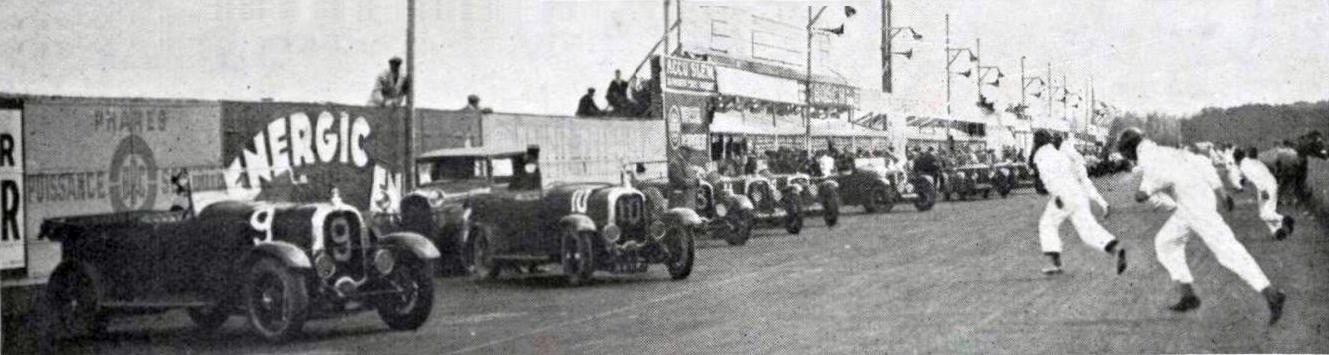
Start zum 24-Stunden-Rennen von Le Mans 1927, das André de Victor mit Partner Julien Hasley als Gesamtzweiter beendete

André Emile Félix de Victor, auch André Emile Félix Devictor (* 1. Januar 1898 in Boulogne-Billancourt; † 18. Februar 1955 ebenda) war ein französischer Autorennfahrer.

## Karriere
André de Victor bestritt in den 1920er-Jahren Sportwagenrennen für den französischen Automobilhersteller Salmson. Er fuhr beim 24-Stunden-Rennen von Spa-Francorchamps, wo er 1926 mit Partner Georges Casse Gesamtzehnter wurde. Sein größter Erfolg als Fahrer war der zweite Gesamtrang beim 24-Stunden-Rennen von Le Mans 1927. De Victor und sein Teamkollege Julien Hasley steuerten einen Salmson GS, der nur einen 1,1-Liter-4-Zylinder-Reihenmotor hatte. Das Rennen wurde durch das White-House-Desaster bekannt, einem Massenunfall bei dem von den drei favorisierten Bentleys zwei ausfielen und einer schwer beschädigt wurde. Die beiden späteren Sieger Dudley Benjafield und Sammy Davis verloren nach einer Notreparatur viele Zeit an den Boxen und gewannen am Schluss dennoch mit 21 Runden Vorsprung auf den kleinen Salmson. De Victor und Hasley gewannen neben dem Sieg in der 1,1-Liter-Klasse auch den Prix le Saint-Didier.
Nach dem Ende des Zweiten Weltkriegs fuhr de Victor noch einige Autorennen ohne nennenswerte Ergebnisse und trat Ende 1948 als Fahrer zurück.

## Statistik

### Le-Mans-Ergebnisse
| Jahr | Team                        | Fahrzeug   | Teamkollege   | Platzierung            | Ausfallgrund |
| ---- | --------------------------- | ---------- | ------------- | ---------------------- | ------------ |
| 1926 | Société des Moteurs Salmson | Salmson GS | Julien Hasley | Ausfall                | Unfall       |
| 1927 | Émile Salmson et Cie        | Salmson GS | Julien Hasley | Rang 2 und Klassensieg |              |

### 24-St-Spa-Ergebnisse
| Jahr | Team                        | Fahrzeug     | Teamkollege   | Platzierung | Ausfallgrund |
| ---- | --------------------------- | ------------ | ------------- | ----------- | ------------ |
| 1925 | Société des Moteurs Salmson | Salmson VAL3 | Roger Piérard | Rang 25     |              |
| 1926 | Société des Moteurs Salmson | Salmson GS   | Georges Casse | Rang 10     |              |